# منوچهر محمدی (تهیه‌کننده)

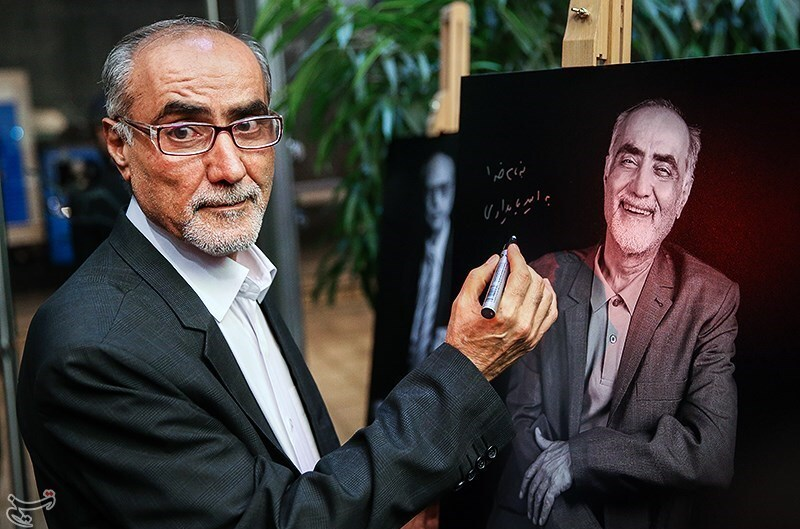
آئین نکوداشت‌های هجدهمین جشن سینمای ایران

منوچهر محمدی (زاده ۱۶ آذر ۱۳۳۵ در آبادان) یکی از تهیه‌کنندگان سینمای ایران است.

## تهیه‌کننده
1. سریال جزیره (۱۴۰۰)
2. سریال قبله عالم (١۴٠٠)
3. خورشید آن ماه (۱۳۹۹)
4. چپ راست (۱۳۹۸)
5. اکسیدان (۱۳۹۵)
6. امکان مینا (۱۳۹۵)
7. میهمان داریم (۱۳۹۳)
8. فرشته‌ها با هم می‌آیند (۱۳۹۳)
9. حوض نقاشی (۱۳۹۱)
10. بوسیدن روی ماه (۱۳۹۰)
11. آن سوی رودخانه (۱۳۸۷)
12. ده رقمی (۱۳۸۷)
13. طلا و مس (۱۳۸۷)
14. عصر روز دهم (۱۳۸۷)
15. میم مثل مادر (۱۳۸۵)
16. مارمولک (۱۳۸۲)
17. سریال خاک سرخ (۱۳۸١)
18. ارتفاع پست (۱۳۸۰)
19. زیر نور ماه (۱۳۷۹)
20. مسافر ری (۱۳۷۹)
21. بازمانده (۱۳۷۳)
22. من زمین را دوست دارم (۱۳۷۲)
23. همسر (۱۳۷۲)
24. هی جو (۱۳۶۷)
25. گربه آوازه خوان (۱۳۶۹)
26. مستند تا شقایق هست (۱۳۶۶)